# シャコンヌ (ニールセン)
『シャコンヌ』（Chaconne）作品32、FS.79は、カール・ニールセンが作曲したピアノ独奏曲。
ニールセンの代表曲、交響曲第4番『不滅』と同じ1916年に作曲されたこの曲は、同じ年に発表された『主題と変奏』とともにニールセンのピアノ曲における代表作である。
曲想はバッハを思わせるものだが、ベートーヴェンやブラームスの影響も感じられる。
一方、複調といった当時としては斬新な手法も取り入れている。

## 解説
主題と20の変奏から成り、3/4拍子で8小節というシャコンヌ形式の規則に従って曲は進行する。
まず低音部に主題が提示され、第1変奏から高音部にも旋律がはいる。(マスターズミュージック社による楽譜では主題と第1変奏の間に復縦線は無い)それぞれの変奏もシャコンヌ形式の規則に従って進行するが、第4変奏は例外的に9小節となる。
un poco piu mossoとある第16、17変奏は3段譜で記され、高音と低音との間に複調の効果がみられるが、a tempo ma pesanteとある第18変奏で解決、第19変奏と続き、最も大規模な第20変奏（当然8小節ではない）は事実上のコーダとなる。

## 演奏時間
およそ11分。

## 参考楽譜
- マスターズミュージック社 (Masters Music Publications,Inc)　M2171 (1993年)